# اشهدوا يا ناس (فلم)
اشهدوا يا ناس هو فيلمٌ مصريٌ أُنتج عام 1953. وهو أول فيلم يخرجه حسن الصيفي.

## قصة الفيلم
فاضل أفندي (محمود المليجي) مقاول ميسور الحال يعيش مع أسرته المكونة من زوجته حُسنية (أمينة رزق)، وابنتيه فاطمة (شادية)، وآمال (سهير فخري). لكن وضعه المادي تراجع، فاضطر للعمل لدى الشركة التي يملكها خالد عبد الوهاب (سراج منير). لكن وضعه المادي استمر في التراجع مع انجرافه إلى المقامرة، والرهان، وشرب الخمر. حتى أنه كان يسرق مال الشركة لاستعماله في القمار، والرهان.
تتقابل فاطمة ابنة فاضل بالصدفة مع حسن (محسن سرحان) ابن خالد مدير الشركة، ويقوم إنقاذها من شاب يعاكسها. تنشأ مع الوقت قصة حب بينهما، ويقرران الزواج.
يكتشف خالد وجود مسحوبات في شركته بدون تفسير، وتحوم الشكوك حول فاضل. تتأكد الشكوك حين يكتشف خالد ومساعده حسيب أفندي (زكي إبراهيم) محاولة فاضل سرقة أموال الشركة. يقوم فاضل بضرب خالد ويعتقد أنه مات. فيهرب إلى بيته، ثم إلى بيت صديقته الراقصة كيتي (كيتي). تقوم كيتي بالخروج لإبلاغ الشرطة عنه، وفي هذه الأثناء يتصل فاضل ببيته طلباً لبعض المال. تذهب فاطمة لشقة كيتي لإعطاء المال لأبيها، وفي هذه اللحظة يأتي حسن، ابن خالد، مع الشرطة، ويرى فاطمة مع فاضل فيعتقد أنها عشيقته، لا ابنته. يهرب فاضل من الشرطة وينتحر. لكن أسرة فاضل تخلي البيت الذي باعه فاضل قبل وفاته. ويقرر حسن العودة لفرنسا لاستكمال دراسته.
تتدهور أوضاع الأسرة خصوصاً بعد وفاة الأم. تضطر فاطمة للعمل لإعالة نفسها، وأختها. يتعرف عليها بندق (إسماعيل ياسين)، صديق حسن الذي يعرف قصة حبه من البداية. يكتشف أنها ابنة فاضل، وليست عشيقته. يأخذها مع أختها للعيش في بيت خالد مدير الشركة. لكن زوجة خالد (ميمي شكيب) الرافضة لوجود البنتين تعاملهما بقسوة، وتدبر لهما مكيدة تظهرانهما كسارقتين، فيقوم خالد بطردهما.
يعود حسن إلى مصر، ويكتشف حقيقة ما جرى، فيقرر الزواج من فاطمة، ويوافقه والده بعد اكتشاف حقيقة براءتها.

## أغاني الفيلم
أغاني الفيلم من تأليف أبو السعود الإبياري، وفتحي قورة، وإبراهيم عاكف، ومن تلحين محمود الشريف، ومنير مراد، وكمال الطويل. ثلاث منها غنتها شادية هي قل ادعُ الله (وهي أولى أغانيها الدينية)، والدنيا مالها النهار ده، والله يسامحك يا بابا. كما غني إسماعيل ياسين مونولوج يا اللي بتشكي من الأشواق، وهو محاكاة ساخرة لأغنية الشاغل والمشغول التي غنتها ليلى مراد في فيلم عنبر عام 1948.
يمكننا التعرف على أسماء مؤلفي الأغاني من مصادر أخرى، وهم:
| الأغنية               | المؤلف       | الملحن       | المغني        |
| --------------------- | ------------ | ------------ | ------------- |
| النزهة (الدنيا مالها) | فتحي قورة    | منير مراد    | شادية         |
| الله يسامحك يا بابا   | فتحي قورة    | محمود الشريف | شادية         |
| قل ادع الله           | زكي الطويل   | كمال الطويل  | شادية         |
| حدش مشغول البال       | إبراهيم عاكف | منير مراد    | إسماعيل ياسين |

## وصلات خارجية
- مقالات تستعمل روابط فنية بلا صلة مع ويكي بيانات
- اشهدوا يا ناس على موقع الدهليز
- اشهدوا يا ناس على موقع كاروهات

## مصدر
1. 1 2  وفاة المخرج المصري حسن الصيفي نسخة محفوظة 2020-10-24 على موقع واي باك مشين.
2. 1 2  بلاي ليست|أغاني دينية في حياة "شادية".. "اللهم اقبل دعايا" نسخة محفوظة 2021-11-07 على موقع واي باك مشين.
3. 1 2  في ذكرى وفاتها..شادية تخطف القلوب بأغانيها الدينية نسخة محفوظة 2021-11-05 على موقع واي باك مشين.
4. ↑  عناوين الفيلم
5. ↑  محمود قاسم، موسوعة الأفلام العربية، الجزء الأول، نسخة إلكترونية، لندن، الطبعة الأولى، ديسمبر، 2017، ص 95.
6. ↑  لم يذكر اسمه في عناوين الفيلم.